# Phùng Tiểu Liên
Phùng Tiểu Liên (chữ Hán: 馮小憐, không rõ năm sinh năm mất), còn gọi Bắc Tề Phùng Thục phi (北齊馮淑妃), là [Tả Hoàng hậu; 左皇后], tức Hoàng hậu không chính thống của Bắc Tề Hậu Chúa Cao Vĩ, hoàng đế Bắc Tề.
Sử sách ghi lại bà là một tuyệt sắc giai nhân thời Bắc Tề, không chỉ xinh đẹp mà còn tài giỏi. Tương truyền bà có khả năng đàn tỳ bà, cùng với giọng hát làm mê đắm lòng người. Sự sủng ái của Cao Vĩ đối với bà bị chỉ trích là nguyên nhân gây nên sự diệt vong của Bắc Triều, và hậu thế thường xem Phùng Tiểu Liên là một điển hình của yêu mị, mê hoặc quân vương.

## Thân thế
Phùng Tiểu Liên không rõ quê quán ở đâu, cha mẹ là ai, chỉ biết rằng bà cơ bản thân là người hầu thân cận của Hoàng hậu Mục Hoàng Hoa, Hoàng hậu thứ ba của Bắc Tề Hậu Chúa Cao Vĩ.
Hậu chúa Cao Vĩ vốn là kẻ đam mê tửu sắc, vì sủng ái Mục Hoàng hậu nên đã lần lượt phế bỏ hai vị Hoàng hậu trước. Được một thời gian, Cao Vĩ say mê Tào Chiêu nghi, nên lạnh nhạt với Hoàng hậu. Mục hậu ghen tức, bày mưu vu cáo người đẹp dùng tà thuật mê hoặc vua. Vốn tính hay lo sợ, Cao Vĩ vội tin lời, ban Tào thị dải lụa để treo cổ tự vẫn. Sau khi Tào thị, Cao Vĩ lại quay sang sủng hạnh Đổng Chiêu nghi khiến Mục hoàng hậu vô cùng tuyệt vọng.
Một ngày, Mục hoàng hậu nghĩ ra cách dâng người hầu là Phùng Tiểu Liên cho Hoàng đế, hy vọng nếu Phùng Tiểu Liên đắc sủng thì mình cũng được hưởng công một ít. Phùng Tiểu Liên được Cao Vĩ lập tức sủng ái, phong hiệu Tục Mệnh (续命). Song, từ khi có mỹ nhân họ Phùng sở hữu làn da trắng nõn nà như một viên ngọc châu, cực kỳ thông minh và giỏi lấy lòng người thì Cao Vĩ không đoái hoài đến hoàng hậu và mấy trăm phi tần khác. Cao Vĩ mê đắm Tiểu Liên hết mực, thề nguyện  suốt đời suốt kiếp ở bên nhau. Ngoài việc xây biết bao cung điện cho bà, nhà vua còn có ý phế ngôi Mục hoàng hậu để sắc phong Phùng Tiểu Liên. Tuy nhiên, Phùng Tiểu Liên vì nhớ ơn chủ cũ nên đã từ chối, Cao Vĩ đành phong Phùng Tiểu Liên làm Thục phi (淑妃), địa vị trong hậu cung chỉ sau Hoàng hậu.
Cao Vĩ suốt ngày quấn quýt bên Phùng Tiểu Liên, ngay cả khi lâm triều cũng phải ôm mỹ nhân trong tay bàn chuyện chính sự. Cao Vĩ toan muốn đem Tiểu Liên đến Long Cơ đường (隆基堂), nhưng đấy vốn là nơi ở của Tào Chiêu nghi nên bà từ chối.

## Bị lưu lạc
Năm Vũ Bình thứ 7 (576), tháng 10, Bắc Chu Vũ Đế mang quân đánh Bắc Tề. Cao Vĩ và Phùng Tiểu Liên mải vui chơi đàn hát, không quan tâm tới mặt trận.
Ban đầu, quân báo tin đến thì gặp Cao Vĩ và Tiểu Liên đang đi săn, Hữu Thừa tướng Cao A Năng Quang (高阿那肱) gạt đi nói:"Hoàng thượng đang có hứng thú, chút tin nhỏ nhặt ở biên thùy làm sao đáng bận tâm?". Đến chạng vạng, quân lính về báo ngày càng nhiều, Cao Vĩ biết được muốn đưa quân cứu viện, nhưng Phùng Tiểu Liên vẫn mải chơi không muốn dừng, yêu cầu Cao Vĩ tiếp tục chuyến đi săn, Cao Vĩ vì chiều lòng người đẹp mà đồng ý.
Tháng 11, Cao Vĩ đến Tấn Châu, thành trì này đã bị chiếm đóng. Vì thế, Cao Vĩ bèn sai lính đào một mật đạo, tính dùng lối đó tiến công vào tòa thành. Nhưng khi sắp đào xong, Cao Vĩ cho người gọi Phùng Tiểu Liên đến, muốn người đẹp nhìn thấy cảnh tượng mình công phá thành trì làm vui. Nhưng Phùng Tiểu Liên khi ấy mải chải chuốt trang điểm, không thể nhanh mà đến, nên thời cơ của quân Tề bị lỡ, quân Chu phản công được cho lấp lại chặn cuộc công thành. Đến nỗi dân gian lưu truyền, thành Tây của Tấn Châu còn lưu lại di tích Phan Thục phi đến xem công thành.
Trong thời gian đó, Cao Vĩ lấy Phùng Tiểu Liên có huân công, phong làm [Tả Hoàng hậu; 左皇后], tức Hoàng hậu không chính thống. Trước kia, Hoàng hậu thứ hai của Cao Vĩ - Hồ thị từng được phong "Tả Hoàng hậu" trước khi bị Cao Vĩ phế để lập Mục Hoàng Hoa làm Kế hậu. Tuy địa vị khi này của Tiểu Liên vẫn thấp hơn Mục Hoàng hậu, nhưng Cao Vĩ đặt ngự áo, liễn kiệu đều hệt như của chính cung. Khi nội giám mang áo đến, Cao Vĩ đem cho Tiểu Liên mặc vào, rồi tiếp tục đến Nghiệp Thành. Trên đường đi, Phùng Tiểu Liên vẫn còn mải trang điểm chải chuốt, Cao Vĩ nhớ đến phục sức Hoàng hậu mà mình chuẩn bị cho bà, liền phái Thái giám quay lại Tấn Dương để lấy về. Sau đó, Cao Vĩ đưa y phục tốt cho Tiểu Liên khoác vào, ghì dây cương cùng bà chậm rãi đi trước. Tháng 12, Cao Vĩ và Phùng Tiểu Liên đến Nghiệp Thành. Sau đó, mẹ của Cao Vĩ là Hồ Thái hậu cũng đến, ban đầu ông không tính ra đón mẹ, nhưng do Phùng Tiểu Liên khuyên mà cuối cùng trịnh trọng bày trận nghênh đón ở ngoài cổng thành.
Anh họ Cao Vĩ là An Đức vương Cao Diên Tông lên ngôi khi Cao Vĩ bỏ chạy khỏi Tấn Dương. Tuy nhiên, Cao Diên Tông gần như bị quân Bắc Chu đánh bại ngay lập tức và bị bắt. Tại Nghiệp Thành tạm ổn một thời gian, Cao Vĩ vội vàng nhường ngôi cho con trai là Cao Hằng - lúc bấy giờ mới 7 tuổi rồi nhanh chóng cùng Phùng Tiểu Liên chạy trốn, hướng đến Thanh Châu, song bị tướng Uất Trì Cần (尉遲勤) của Bắc Chu bắt được và giải về Nghiệp Thành để trình Bắc Chu Vũ Đế. Cao Vĩ và Phùng Tiểu Liên trở thành tù nhân của Bắc Chu, bị áp giải tới Trường An. Bắc Tề diệt vong.
Khi bị áp giải đến Trường An, việc đầu tiên mà Cao Vĩ xin Vũ Văn Ung chính là trao trả lại Phùng Tiểu Liên về bên mình. Cuối cùng Vũ Văn Ung cũng đáp ứng yêu cầu này.

## Cái chết
Năm Kiến Đức thứ 6 (577), do e sợ gia tộc họ Cao, Bắc Chu Vũ Đế đã vu cáo Cao Vĩ âm mưu phản loạn, và sau đó hạ lệnh buộc Cao Vĩ và các thành viên khác trong hoàng tộc Bắc Tề phải tự sát. Phùng Tiểu Liên sau bị coi là chiến lợi phẩm, ban cho em trai Bắc Chu Vũ Đế là Đại vương Vũ Văn Đạt (宇文達).
Vũ Văn Đạt vừa nhìn thấy đã phải lòng vị mỹ nhân khôn ngoan, sắc sảo này bèn mang về hết mực sủng ái nhưng Tiểu Liên vẫn một lòng thủy chung với Bắc Tề Hậu Chúa Cao Vĩ. Một hôm, Văn Đại muốn nghe Tiểu Liên đàn Tỳ bà nửa chừng đứt dây. Phùng Tiểu Liên xúc động tiếp lời bằng bài thơ này:
Tuy mông kim nhật sủng,
Do ức tích thời liên,
Dục tri tâm đoạn tuyệt,
Ưng khan tất thượng huyền
Dịch là:
Thánh thượng có lòng thương
Nhưng tình cũ đong đầy
Thiếp tơ lòng đứt đoạn
Như dây đờn đứt dây
Vũ Văn Đạt có một chính phi họ Lý, là em gái của Lý Tuân (李詢). Chính phi Lý thị ghen tuông đố kị Phùng Tiểu Liên vì bà được chồng yêu. Để tự cứu mình, Phùng Tiểu Liên kể lể sự tình trước mặt Văn Đạt, suýt nữa khiến Lý thị bị bức chết.
Năm Đại Tượng thứ 2 (581), Bắc Chu Tuyên Đế băng hà. Dương Kiên, cha của Dương Lệ Hoa - Hoàng hậu của Bắc Chu Tuyên Đế trở thành nhiếp chính dưới thời Bắc Chu Tĩnh Đế. Dương Kiên vốn muốn tiếm vị, sau cuộc nổi dậy của Uất Trì Huýnh, nghe tin các thúc tổ của Chu Tĩnh Đế bao gồm Đại vương Vũ Văn Đạt, Triệu vương Vũ Văn Chiêu (宇文招), Trần vương Vũ Văn Thuần (宇文純), Việt vương Vũ Văn Thịnh (宇文盛) và Đằng vương Vũ Văn Du (宇文逌) sẽ chống lại mình nên đã triệu họ trở về Trường An. Sau Dương Kiên hành quyết Tất vương Vũ Văn Hiến  và tất cả hoàng thân còn lại. Đại Vương Vũ Văn Đạt và hậu duệ của ông cũng bị giết. Tết năm 581, Dương Kiên đã buộc Tĩnh Đế nhường ngôi, chấm dứt triều Bắc Chu và khởi đầu triều Tùy.
Vũ Văn Đạt chết, Dương Kiên tiếp tục dâng Phùng Tiểu Liên cho Lý Tuân, em trai Lý thị - Chính phi của Vũ Văn Đạt. Lý Tuân nhớ mối thù của chị mình, bèn cho Tiểu Liên bắt mặc một bộ quần áo đầy gai nhọn, sau đó chậm rãi hành hạ. Mẹ Lý Tuân sau biết được Tiểu Liên từng hãm hại qua con gái mình, bèn ép Tiểu Liên tự vẫn.

## Văn hoá đại chúng
Được diễn bởi Mao Lâm Lâm trong  phim truyền hình Lan Lăng Vương 2013.